# Nghi Hoàng
Nghi Hoàng (tiếng Trung: 宜黄县, Hán Việt: Nghi Hoàng huyện) là một huyện của địa cấp thị Phủ Châu (抚州市), tỉnh Giang Tây, Cộng hòa Nhân dân Trung Hoa. Huyện này có diện tích 1944 km2, dân số năm 2003 là 211.000 người. Huyện Nghi Hoàng có 6 trấn và 6 hương.

## Hành chính
Huyện Nghi Hoàng được chia ra làm 12 đơn vị hành chính cấp hương, bao gồm 8 trấn và 4 hương. Ngoài ra huyện này còn quản lí 3 đơn vị tương đương cấp hương khác.
- Trấn: Phượng Cương (凤冈镇), Đường Âm (棠阴镇), Hoàng Pha (黄陂镇), Đông Pha (东陂镇), Lê Khê (梨溪镇), Nhị Đô (二都镇), Trung Cảng (中港镇), Đào Pha (桃陂镇)
- Hương: Tân Phong (新丰乡), Thần Cương (神岗乡), Quyến Khẩu (圳口乡), Nam Nguyên (南源乡)

Đơn vị ngang cấp hương khác
- Khu khai khẩn: Hoàng Bá Lĩnh (黄柏岭垦殖场), Thanh Niên (青年垦殖场)
- Khu công nghiệp huyện Nghi Hoàng (宜黄县工业园区)